# Казахстанско-узбекистанские отношения
Казахстанско-узбекистанские отношения — дипломатические и геополитические отношения Республики Казахстан и Республики Узбекистан. Также оба государства 10 августа 2024 года создали Высший Межгосударственный совет между двумя государствами.
Страны являются членами СНГ, ШОС, ОТГ и других международных организаций. Также Казахстан и Узбекистан вместе с другими государствами Центральной Азии (Туркменистан, Кыргызстан и Таджикистан) сообща взаимодействуют с третьими странами в рамках таких платформ как «Центральная Азия плюс США», «Центральная Азия плюс Япония», «Республика Корея — Центральная Азия» и «Китай — Центральная Азия». 

## История
Дипломатические отношения между Республикой Казахстан и Республикой Узбекистан были установлены 23 ноября 1992 года. 31 октября 1998 года был подписан Договор о вечной дружбе между Республикой Казахстан и Республикой Узбекистан, 14 июня 2013 года — Договор о стратегическом партнёрстве.
После получения независимости двумя странами президенты Казахстана и Узбекистана Нурсултан Назарбаев и Ислам Каримов неоднократно совершали государственные и официальные визиты, проводили двухсторонние встречи. 
В марте 2017 года состоялся первый государственный визит президента Узбекистана Шавката Мирзиёева в Казахстан. В рамках двухсторонней встречи с президентом Казахстана Нурсултаном Назарбаевым был подписан ряд документов о дальнейшем углублении стратегического партнёрства и укреплении добрососедства, об избежании двойного налогообложения, о военном сотрудничестве и др. В сентябре 2017 года состоялся ответный государственный визит Нурсултана Назарбаева в Узбекистан.
5-6 июля 2018 года президент Узбекистана Мирзиёев принял участие в торжественных мероприятиях, посвящённых 20-летию города Астаны.
14-15 апреля 2019 года состоялся государственный визит президента Казахстана Касым-Жомарта Токаева в Узбекистан, во время которого был открыт Год Казахстана в Узбекистане.
29 ноября 2019 года первый президент Казахстана Нурсултан Назарбаев по приглашению Мирзиёева принял участие во второй консультативной встрече глав государств Центральной Азии в Ташкенте.

## Государственная граница
В 2001—2002 годах была проведена делимитация общей границы, сопровождающаяся обменом территориями по этническому принципу. Астана получила населённые преимущественно казахами посёлок Багыс и район Арнасайского водохранилища, а Ташкенту отошла часть земель Южно-Казахстанской и Кызылординской областей с преобладающим там численно узбекским населением, а также посёлок Туркестан (ныне в составе Кибрайского района Ташкентской области).
С 2003 года проводились совместные комиссионные работы по демаркации (закреплении на местности) казахско-узбекской границы имеющие целью подготовку проектов итоговых документов демаркации. По заявлению МИД Узбекистана данные работы проводятся «в атмосфере дружбы и взаимопонимания».
28 марта 2023 года стороны стороны окончательно ратифицировали договоры о демаркации границы.

## Экономическое сотрудничество
Ключевым направлением экономического взаимодействия Казахстана и Узбекистана выступают торговые отношения. С 2016 по 2019 год товарооборот вырос с $1,8 млрд до $4,1 млрд. Казахстан входит в тройку ведущих торговых партнёров Узбекистана, уступая Китаю и России.
В 2018 году в городе Шымкенте состоялся форум, по результатам которого было заключено 16 меморандумов о прямом межрегиональном сотрудничестве, а хозяйствующие субъекты регионов заключили соглашения по реализации 26 инвестиционных проектов на сумму 110,5 млн долларов и 69 торговых контрактов на сумму 209,3 млн долларов.
По данным Министерства инвестиций и внешней торговли Узбекистана, объём товарооборота с Казахстаном за 2019 год составил $3,32 млрд, или 8 % от совокупного объема внешнеторгового оборота страны. Значительный импульс получило сотрудничество в финансовой сфере. В Ташкенте были открыты офисы представительств двух крупных казахстанских фининститутов — Тенге Банка и экспортно-страховой компании KazakhЕxport. Активно развивается транспортное взаимодействие. По данным Госкомстата Узбекистана, в 2019 году наибольший поток иностранных граждан, посетивших Узбекистан, был из Казахстана — 2,4 млн человек (29,7 % от всех прибывших). В Казахстан приехали 5,4 млн узбекистанцев (42,4 % выехавших за рубеж). В связи с растущей частотой перемещений казахстанские авиаперевозчики Air Astana и SCAT увеличивают количество полётов между республиками.
Казахстанский бизнес также увеличивает своё присутствие в Узбекистане, как за счёт экспорта, так и за счёт создания совместных предприятий. Инвесторы из Казахстана проявляют активность на узбекском рынке и до 2022 года планируют реализовать 13 проектов на $37,9 млн. По данным посольства Узбекистана в Казахстане, в Узбекистане функционируют 809 предприятий с участием казахстанского капитала. В Узбекистане работает казахстанская BI Group, которая строит жилые дома в Ташкенте. Компания Ecoton CO LTD возводит завод по производству газобетона и плит в свободной экономической зоне «Ангрен».
В ноябре 2021 года в преддверии государственного визита Шавката Мирзиёева в Астану состоялся третий Межрегиональный форум на тему «Трансграничное сотрудничество как новые точки роста» в Туркестане. Результатом стало подписание 54 инвестиционных и коммерческих контракта в сферах машиностроения, агропромышленного комплекса, производства строительных материалов, электротехнической продукции, изделий медицинского назначения, развития инфраструктуры и в других отраслях на общую сумму 611,3 млн долларов.
По итогам 2022 года объем товарооборота составил 5 млрд $

## Послы Казахстана в Узбекистане
1. Сайлау Батырша-улы (1993—1994)
2. Нажамеден. Искалиев (1994—1997)
3. Умирзак Узбеков (1997—2003)
4. Тлеухан Кабдрахманов (2003—2006)
5. Аскар Мырзахметов (2006—2007)
6. Заутбек Турисбеков (2007—2009)
7. Борибай Жексембин (2010—2015)
8. Ерик Утембаев (2016—2019)
9. Дархан Сатыбалды (2019—2022)
10. Бейбут Атамкулов (с 2022)

## Послы Узбекистана в Казахстане
1. Насыр Якубов (1993—2000)
2. Турдикул Бутаяров (2000—2008)
3. Фаррух Турсунов (2008—2011)
4. Алишер Салахитдинов (2012—2015)
5. Икром Назаров (2016—2018)
6. Саидикрам Ниязходжаев (с 2018)